# Fredy Arber
Fredy Arber (* 24. August 1928 in Zürich) ist ein ehemaliger Schweizer Radrennfahrer und nationaler Meister im Radsport.

## Sportliche Laufbahn
Arber war Teilnehmer der Olympischen Sommerspiele 1952 in Helsinki. Er trat im Tandemrennen an und belegte mit seinem Partner Fritz Siegenthaler beim Sieg von Lionel Cox und Russell Mockridge den 9. Platz. Er startete auch im Sprint, blieb aber unplatziert. Im 1000-Meter-Zeitfahren belegte er den 15. Rang.
1950 gewann er die nationale Meisterschaft im 1000-Meter-Zeitfahren. 1950 (vor Gaston Gerosa) und 1951 wurde er Schweizer Meister im Sprint der Amateure.